# Сафонов, Сергей Александрович
Серге́й Алекса́ндрович Сафо́нов (1867, Москва — 1904, Санкт-Петербург) — русский поэт, прозаик, актёр.

## Биография
Родился в Москве в ноябре 1867 года, по разным данным 5-го или 7-го числа.
Учился в 4-й Московской гимназии, которую не окончил.
Чувствовал влечение к литературе и театру, но к сценической карьере разочаровался, хотя с успехом играл на провинциальных сценах.
С 1890 года был постоянным сотрудником издания «Новости и Биржевая газета».
В 1896 году дебютировал в роли Чацкого в Озерковском летнем театре. В дальнейшем выступал в различных провинциальных театрах.
В 1899—1900 годах был сотрудником сатирического листка «Словцо».
В 1899—1902 годах принимал участие в заседаниях литературного кружка «Пятница» К. К. Случевского.
Дружил с Н. М. Соколовым, с редактором журнала «Север» В. А. Тихоновым. Издатель этого журнала В. С. Соловьёв называл Сафонова своим литературным крестником.
В начале 1900-х годов предположительно переехал из Санкт-Петербурга в Москву, был сотрудником газеты «Новости дня». Вёл богемный образ жизни, злоупотреблял алкоголем. Находился в депрессии, вызванной каким-то тяжёлым заболеванием. Так, в 1901 году писал И. И. Ясинскому: «Я очень нездоров… Это величайшее мучение писать стихи, когда едва не кричишь от боли».
Умер на 37-м году жизни в Биржевой барачной больнице, 6 (19) февраля 1904 года (или 5 февраля), оставив семью без средств; похороны (присутствовали Л. Н. Андреев, А. В. Амфитеатров и др.) приняли на себя его товарищи. Похоронен на Литераторских мостках.

## Творчество
Дебютировал в 1888 году: Гамлет, принц Вятский. Два сердца // Стрекоза. — 1888. — № 32.. 
Затем публиковался в журналах и газетах «Стрекоза» (1888—1904), «Будильник», «Русский сатирический листок», «Сын отечества» (1889), «Новости и Биржевая газета» (1889—1904), «Петербургский листок» (1891), «Нива» (1893—1898), «Русский вестник», «Живописное обозрение», «Север» (1891—1894), «Всемирная иллюстрация», «Звезда» (1902—1904), «Литературное приложение к „Ниве“» (1903—1904), «Биржевые ведомости» и других.
В 1892 году был издан отдельным изданием первый роман Сафонова «Немецкий прибой (Drang nach Osten)», разоблачающий планы установления немецкого порядка во всём мире.
В 1893 году редакцией журнала «Русский вестник» был издан первый сборник Сафонова «Стихотворения», удостоенный Пушкинской премии Академии наук. Рецензент журнала «Север» (вероятно, Д. А. Коропчевский) причислял Сафонова к «поэтам-музыкантам: он не дает картин, <…> а изображает доставляемое ими настроение <…> Он действует <…> общим тоном, общей музыкой стихотворения». В свою очередь литературный критик П. П. Перцов, отмечал влияние на Сафонова К. М. Фофанова, называл Сафонова поэтом «старомодного» типа.
В 1897 году был опубликован сборник «Утро души. Книга шаржей и парадоксов», составленный из юмористических миниатюр Сафонова, печатавшихся в периодических изданиях.
Второй сборник стихотворений Сафонова был подготовлен им в 1901 году, но издан только в 1914 году, посмертно. Во вступительной статье А. Н. Кремлёв пишет, что лирика Сафонова «проникнута глубокой неисповедимой грустью и постоянным пессимизмом: о чем бы ни заговорил поэт, даже в минуты радости и счастья у него вырываются глубоко скорбные ноты, высказывается недоверие к светлым сторонам жизни и почти уверенность в их очевидной обманчивости».
В 1905 году был впервые опубликован отдельным изданием роман Сафонова «Мура».
Сафонова как автора повести «Конец Эласмоса» и рассказа «Он заговорил…» можно считать одним из первых русских фантастов.